# Les Hortensias maudits
Pour les articles homonymes, voir Hortensia (homonymie).
Les Hortensias maudits (titre en italien : Le Ortensie maledette) est un roman d'Edward Jones de la série « Le Trio de la Tamise », paru en 1976 en Italie et publié en France dans la Bibliothèque verte en 1981 (avec une traduction de Madeleine Juffé et des illustrations de François Dermaut)  (ISBN 978-2010078897).

## Résumé
Le Trio de la Tamise (Dave, Ted et Cathy) reçoit à Londres Raffaelo Lombardi, le correspondant de leur ami Olivier Anderson, à qui ils font visiter la capitale britannique. Tout se passe bien. Quelque temps plus tard, Raffaelo Lombardi leur propose de les recevoir à son tour en Italie.
Chose proposée, chose faite. Les trois jeunes gens vont en Italie. Le jour même de leur arrivée, un pot d'hortensias bleus est placé par une main inconnue dans leur cabine de plage. Dave veut admirer les fleurs et est mordu par une vipère. Il ne doit la vie sauve que grâce à l'action rapide de ses amis.
Le Trio, aidé de Raffaelo, va donc rechercher qui a placé ce pot d'hortensias en cet endroit, et pourquoi une vipère était attachée avec du ruban adhésif dans le pot. Le geste criminel ne fait aucun doute.
Les quatre adolescents vont enquêter. Ils seront amenés à intervenir en mer, en lutte contre un mystérieux plongeur qui les menace avec un harpon.
La fin du roman permet de savoir qu'il s'agissait de la vengeance d'une femme qui voulait tuer son époux. Elle s'était trompée de cabine de plage.